# Mozart in viaggio verso Praga
Mozart in viaggio verso Praga (Mozart auf der Reise nach Prag) è un romanzo breve dell'autore tedesco Eduard Mörike, che si lega alla figura storica del musicista Wolfgang Amadeus Mozart narrando un avvenimento di fantasia ambientato in un giorno d'autunno del 1787.

## Trama
Il compositore è in viaggio, con la moglie Konstanze, da Vienna a Praga, dove deve tenersi la prima rappresentazione della sua nuova opera Don Giovanni. Durante una sosta in campagna, presso il castello del conte von Schinzberg, Mozart fa una passeggiata nel parco e coglie con noncuranza un'arancia amara da una delle belle piante del giardino, ma viene colto sul fatto dal giardiniere del conte. Il diverbio ha termine allorché Mozart scrive alla contessa e viene invitato nel castello, dove i conti festeggiano il fidanzamento della loro nipote Eugenie. Mozart e sua moglie s'inseriscono nel colto ambiente e il celebrato maestro finisce con l'eseguire un allegro brano dell'opera da poco terminata. Tuttavia, l'appassionata musica portata dall'ospite suscita in Eugenie la sensazione della morte di Mozart di lì a poco: 
 Il giorno seguente Mozart e Konstanze, che hanno ricevuto un cocchio in dono dal conte, ripartono in direzione di Praga.
Il romanzo si chiude con la famosa poesia di Mörike Denk es, o Seele! (Oh anima, rifletti), nella quale la sensazione di morte provata da Eugenie trova quasi una conferma profetica, quando quei versi, presentati come quelli di un canto popolare boemo, le vengono per caso in mano mentre riordina gli spartiti.

## Storia editoriale
Il romanzo apparve inizialmente sui numeri dal 30 al 33, di luglio e agosto 1855, del periodico Morgenblatt für gebildete Stände, quindi fu pubblicato in volume nel novembre dello stesso anno con data del 1856. Mörike lo scrisse in occasione del centenario della nascita del compositore. L'opera di Mozart Don Giovanni fu lo spunto che lo fece dedicare a questo lavoro letterario. Essa infatti gli ricordava suo fratello August, che morì pochi giorni dopo aver assistito a una rappresentazione dell'opera. Mörike lavorò dal 1852 al suo romanzo su Mozart, progettato da lungo tempo; egli lo terminò a metà dell'anno 1855.
La poesia Denk es, o Seele!, con cui si conclude il romanzo, apparve inizialmente in una versione col sottotitolo Pensieri funebri, nella prima annata del periodico Frauenzeitung für Hauswesen, weibliche Arbeiten und Moden mit vielen Muster- und Modeblättern und dem Unterhaltungsblatte Salon ("Giornale femminile per l'economia domestica, i lavori donneschi e la moda, con molte pagine di modelli e figurini, e per l'intrattenimento da salotto") del 1852.
Il romanzo è anche considerato "il più famoso romanzo del XIX secolo con un artista per protagonista". Paul Heyse e Hermann Kurz lo inclusero nel Deutscher Novellenschatz ("Tesoro della novella tedesca") curato da loro.

## Edizioni
- (DE)   Eduard Mörike, Mozart auf der Reise nach Prag, Stuttgart und Augsburg, Cotta'scher Verlag, 1856.
- Eduard Mörike, Mozart in viaggio per Praga, in Novelle, traduzione di Tomaso Gnoli, Ferrara, Taddei, 1920.
- Eduard Mörike, Mozart in viaggio per Praga; La storia della bella Lau; Il tesoro, traduzione di Tomaso Gnoli, Verona, Mondadori, 1930.
- Eduard Mörike, Il viaggio di Mozart a Praga e altri racconti, traduzione di Federico Federici, Milano, Bompiani, 1943.
- Eduard Mörike, Tre novelle: Mozart in viaggio verso Praga; Lucia Gelmeroth; Il tesoro, a cura di Giuseppina Saija, traduzione di Federico Federici, Torino, UTET, 1946.
- Eduard Mörike, Mozart in viaggio verso Praga, traduzione di Felice Filippini, BUR, Milano, Rizzoli, 1955.
- Eduard Mörike, Mozart in viaggio verso Praga; La storia della bella Lau ; Il tesoro, traduzione di Tomaso Gnoli, Milano, Mondadori, 1970.
- Eduard Mörike, Mozart in viaggio verso Praga, traduzione di Felice Filippini, con uno scritto di Theodor Storm, collana Le occasioni, Milano, Passigli, 1990, ISBN 88-368-0704-6.
- Eduard Mörike, Mozart in viaggio verso Praga, traduzione di Felice Filippini, introduzione di Claudio Magris, BUR Superclassici 39, Milano, Rizzoli, 1991, ISBN 88-17-15139-4.
- Eduard Mörike, Mozart in viaggio verso Praga, a cura di Luca Crescenzi, collana Il flauto magico 22, Pordenone, Studio Tesi, 1991, ISBN 88-7692-265-2.
- Eduard Mörike, Mozart in viaggio verso Praga, traduzione di Tomaso Gnoli, nota introduttiva di Laura Bosio, Piccoli classici 21, Milano, Mondadori, 1995, ISBN 88-04-39483-8.
- Eduard Mörike, Mozart in viaggio verso Praga, a cura di Giulio Cesare Maggi e Pier Franco Vitale, collana Il piacere di leggere 36, Milano, La vita felice, 2010, ISBN 978-88-7799-312-0.
- Eduard Mörike, Mozart in viaggio verso Praga, traduzione di Felice Filippini, collana Lampi, Roma, Eliot, 2018, ISBN 978-88-6993-483-4.

## Opere derivate

### Cinema
Dal romanzo di Mörike fu ricavata da Leopold Hainisch nel 1940 una libera trasposizione col titolo Eine kleine Nachtmusik.

### Radio
Nel 1968 uscì per la Deutsche Grammophon un radiodramma al quale presero parte, tra gli altri, Mathias Wiemann e Helmuth Lohner.

### Televisione
La RAI mandò in onda nel 1974 un film per la televisione tratto dal romanzo di Mörike, diretto dal regista Stefano Roncoroni.